# ایتاشینو
ایتاشینو (به لاتین: Itashino) یک منطقهٔ مسکونی در روسیه است که در استان آمور واقع شده‌است.